# كايكسا جيرال دي ديبوسيتوس
كايكسا جيرال دي ديبوسيتوس هي شركة مصرفية برتغالية مملوكة للدولة، وثاني أكبر بنك في البرتغال.
تعتبرأكبر شركة مصرفية في القطاع العام في البرتغال ، تأسست في لشبونة في عام 1876. لديها الآن وجود في 23 دولة تمتد عبر أربع قارات من خلال فروع أو مكاتب تمثيلية أو حقوق ملكية مباشرة في المؤسسات المالية المحلية. و هي أكبر مجموعة مالية برتغالية، مع أعلى حصص السوق المحلية في المجالات الرئيسية مثل ودائع العملاء والقروض والسلف للعملاء ، والرهون العقارية، والتأمين، وصناديق الاستثمار المشتركة والتأجير العقاري (11.4 ٪). استنادا إلى الأصول، فإنه يحتل المرتبة 109 من حيث البنوك الكبرى في العالم. هو البنك رقم 69 في أكبر بنوك أوروبا. 

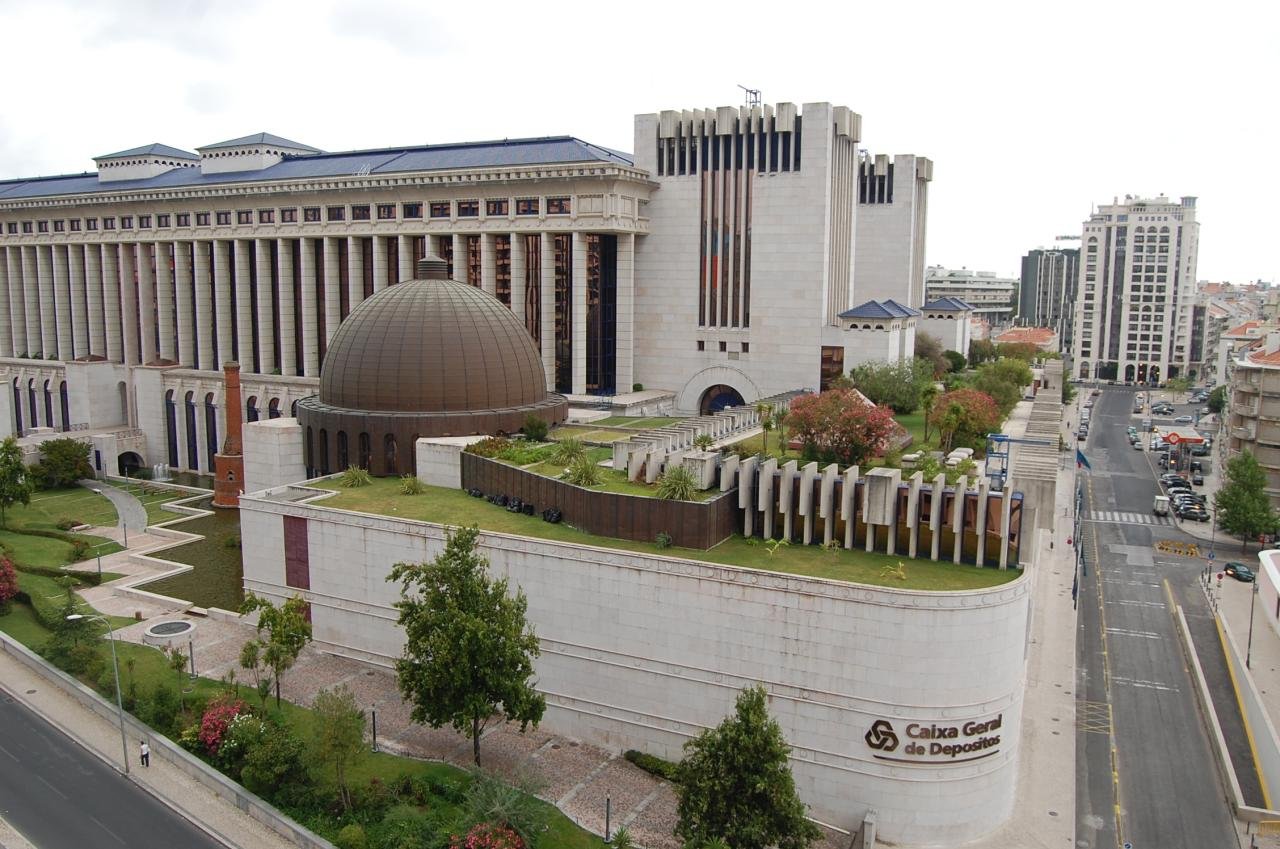
المقر في لشبونة

## وحدات العمل
يشارك البنك ، في جملة أمور ، الخدمات المصرفية للأفراد ، والخدمات المصرفية التجارية ، والخدمات المصرفية الاستثمارية ورأس المال الاستثماري ، وإدارة الأصول ، والائتمان المتخصص ، والتأمين

## روابط خارجية
- كايكسا جيرال دي ديبوسيتوس
- كايكسا جيرال دي Depósitos في Comparativadebancos.com
- Caixa Banco de Investimento
- Fundimo
- كايكسا إموبيلاريو
- بولسا كايكسا إيموبيلاريو - عقارات في البرتغال
- Caixagest
- Caixa directa - Noticias 2011
- Caixa Geral de Aposentações
- BNU